# Literarische Gruppe
Eine literarische Gruppe ist eine freiwillige Gruppierung von Wortproduzenten, die im lockeren oder festen Zusammenschluss gemeinsame ästhetische und/oder öffentlichkeitswirksame Ziele verfolgen. Ihre Mitglieder stehen in der Regel in persönlichem Kontakt miteinander. Um eine nominelle oder „Quasi-Gruppe“ handelt es sich, wenn externe Beobachter oder Autoritäten Schriftsteller unter einem Stilbegriff oder einem politischen Merkmal zusammenfassen (z. B. Junges Deutschland (Literatur)).
Literarische Gruppen haben sich immer wieder gebildet, denn manchem Dichter erschien in seinen „literarischen Fehden eine persönliche Leibwache dringend wünschenswert, ja nötig“, wie Fontane es über Saphir, den Gründer des Tunnels über der Spree, anmerkt.

## Typen von literarischen Gruppen und ihre Geschichte

### Dichterschule
Der Gedanke der Lehrbarkeit von Poesie stand bei der Gruppe La Pléiade im Vordergrund. Sie griff auf antike Vorbilder zurück.
Im Barock war die gesellschaftliche Anerkennung wesentliches Anliegen, wenn Schriftsteller zum Beispiel in einer Gruppe wie der „Fruchtbringenden Gesellschaft“ mit einer Vielzahl von Fürsten vereinigt waren. Daneben stand aber auch die Absicht, Schule zu machen, d. h. gleichgesinnte „Jünger“ heranzuziehen und im Sinne der Pléiade den Jungen Poesie zu lehren, wie es etwa in „Von der Deutschen Poeterey“ von Martin Opitz zum Ausdruck kommt. Dabei können auch aus einer Schule unterschiedliche Richtungen hervorgehen so wie aus der Accademia dell’Arcadia die Accademia dei Quinti des Giovanni Vincenzo Gravina.

### Dichterbund
In der Klassik gab es einerseits weiterhin das Motiv der gesellschaftlichen Anerkennung, wie sie etwa der Musenhof der Herzogin Amalia sicherte. Doch spielte auch die Selbstvergewisserung eine entscheidende Rolle wie etwa im kleinsten Dichterbund, dem „Bund des Ernstes und der Liebe“ zwischen Goethe und Schiller, der durch Schillers Analyse der Goetheschen künstlerischen Absichten entstand. Beim Verfassen der Xenien hatten sie dann freilich mehr den literarischen Streit im Auge, wenn sie laut einem zeitgenössischen Bericht dabei in „homerisches Gelächter“ ausbrachen.
Wichtige Zweierbünde waren dann in der Romantik auch Achim von Arnim und Clemens Brentano und die Brüder Grimm.

### Literarischer Salon und Dichterverein
Die Absicherung im literarischen Streit war in der Frühromantik und bei den frühen Naturalisten das Hauptmotiv. Dagegen spielten bei vielen anderen Gruppenbildungen Selbstvergewisserung und gesellschaftlicher Kontakt in bildungsbürgerlicher Sublimierung höfischen adligen Lebens das entscheidende Motiv, so etwa in den literarischen Salons des frühen 19. Jahrhunderts.

### Kreis, Gruppe, Kollektiv
Im 20. Jahrhundert bildete sich im George-Kreis das Meister-Jünger-Verhältnis noch einmal besonders eindrucksvoll heraus, während in der Gruppe 47 neben der Selbstvergewisserung in der von restaurativen Tendenzen bedrohten Adenauerzeit auch das Motiv der Öffentlichkeitsarbeit und Vermarktung eine beachtenswerte Rolle spielte.
Verfasser-Gruppen mit Verzicht auf individuelles Urheberrecht werden Schriftstellerkollektiv genannt.

### Berufsverbände
Schließlich gibt es den Zusammenschluss von Dichtern und Schriftstellern in einem Berufsverband wie schon im späten Mittelalter die deutschen Meistersinger und die niederländischen Rederijkers oder die heutigen Schriftstellerverbände, die eher als gewerkschaftlich einzustufen sind, oder Schriftstellervereinigungen wie den P.E.N., die sich humanitär-politische Ziele setzen.

### Literarische Begriffsbildung
Die häufigste „Gruppenbildung“ ist die der Literaturhistoriker, die in der Literaturgeschichte Autoren unabhängig davon, ob sie sich persönlich gekannt haben, nach Literaturepochen und Stilrichtungen zusammenfassen.

## Beispiele

### Mittelalter

#### Italienisch
- Sizilianische Dichterschule 13. Jahrhundert (Italien)

### Spätmittelalter

#### Französisch
- Les Rhétoriqueurs, 15. Jahrhundert (Frankreich)

### Frühe Neuzeit

#### Französisch
- Lyoneser Dichterschule
- La Pléiade (Frankreich)

### Barock

#### Deutsch
- Elbschwanenorden
- Fruchtbringende Gesellschaft
- Pegnesischer Blumenorden
- Schlesische Dichterschule
- Zweite Schlesische Schule

#### Italienisch
- Accademia dell’Arcadia

### 18. Jahrhundert

#### Angloamerikanisch
- Connecticut Wits (USA)

#### Deutsch
- Emkendorfer Kreis (Friederike Juliane Gräfin von Reventlow)
- Halberstädter Dichterkreis um Johann Wilhelm Ludwig Gleim
- Göttinger Hainbund
- Münsterscher Kreis
- Oberrheinischer Dichterkreis

### 19. Jahrhundert

#### Deutsch
- Ellora (Vereinigung) (Berlin), 1852, um Friedrich Eggers, Theodor Fontane
- Friedrichshagener Dichterkreis (Berlin) 1888–1898
- Herwegh-Klub (Leipzig), um Georg Herwegh, Theodor Fontane, Friedrich Max Müller, Wilhelm Wolfsohn
- Junges Deutschland, 1830–1835, um Heinrich Laube, Karl Gutzkow u. a.
- Die Krokodile (München), 1856–1870, um Julius Grosse, Paul Heyse
- Lenau-Verein (Berlin), um Theodor Fontane, Julius Faucher, Hermann Maron
- Literarischer Verein in Stuttgart (auch: Litterarischer Verein in Stuttgart)
- Maikäferbund (Bonn), 1840–1848, um Johanna und Gottfried Kinkel
- Nordsternbund (Berlin), 1803, von Varnhagen von Ense und Chamisso angeregt
- Platen-Verein (Berlin), um Theodor Fontane, Egbert Hanisch, Werner Hahn
- Rütli (Berlin), 1852–1897, um Friedrich Eggers, Theodor Fontane, Franz Kugler, Bernhard von Lepel, Adolph Menzel, Theodor Storm
- Scharfenberger Kreis, 1812–1824, um Dietrich von Miltitz, Karl Borromäus von Miltitz, Novalis, Friedrich de la Motte Fouqué, August Apel, E.T.A. Hoffmann, Theodor Körner
- Schwäbische Dichterschule (Tübingen), 1805–1808, um Justinus Kerner, Ludwig Uhland
- Serapionsbrüder (Berlin), um 1814–1818, um E. T. A. Hoffmann
- Seracher Dichterkreis (Esslingen am Neckar), 1831, um Alexander von Württemberg
- Tunnel über der Spree (Berlin), 1827–1898, um Moritz Gottlieb Saphir, Theodor Fontane, Friedrich Wilhelm Klemm, Ludwig Schneider
- Vierzehner (Dresden), 1871–1898

#### Französisch
- Félibrige (Frankreich), ab 1854 um Frédéric Mistral
- Mardis (Frankreich), ab 1877, um Stéphane Mallarmé
- Parnassiens (Frankreich), 1860–1870, um Leconte de Lisle, Théophile Gautier

#### Russisch
- Arsamas (Petersburg), 1815–1818, um Alexander Sergejewitsch Puschkin

### 20. Jahrhundert

#### Interkontinental
- Oulipo, seit 1960, Ziel der Gruppe: Spracherweiterung durch formale Zwänge (Frankreich, Italien, USA, Siebenbürgen)
- Stuttgarter Gruppe/Schule, Bewegung seit Ende der 1950er Jahre (Brasilien, Deutschland, England, Frankreich, Japan, Österreich, Tschechien)

#### Angloamerikanischer Sprachraum
- Imagismus, 1912–ca. 1918, Zentrum der Bewegung: London

##### USA
- Lost Generation, ca. 1914–1930er, amerikanische Schriftsteller in Europa
- Beat Generation, ca. 1950er bis 1970er, bekannte Beat-Autoren sind Jack Kerouac, Allen Ginsberg und William S. Burroughs mit Einfluss u. a. auf die Deutsche Underground Literatur

#### Deutscher Sprachraum
- George-Kreis, Anfang 20. Jahrhundert; Mitglieder: Stefan George, Friedrich Gundolf, Karl Wolfskehl, Claus Schenk Graf von Stauffenberg
- Neue Gemeinschaft (Berlin), 1902–1904, um Julius Hart, Heinrich Hart und Gustav Landauer
- Der neue Club, (Berlin) 1909–1912 Kurt Hiller

##### Deutschland
Nach der Wiedervereinigung Deutschlands fortgeführte oder neu gegründete Gruppen:
- Neue Gesellschaft für Literatur, 1973 u. a. von Ingeborg Drewitz gegründet zur Unterstützung von Autorinnen und Autoren und anderen kulturellen Institutionen in Berlin und Brandenburg, bestand gesichert bis 2003, Datum und Umstände der Auflösung unbekannt
- Literarisches Colloquium Berlin, am 16. Mai 1963 gegründetes Forum für alle mit der Literatur zusammenhängenden Berufsgruppen
- Lübecker Literaturtreffen, von Günter Grass am 5. Dezember 2005 gegründeter deutschen Autorenzirkel
- Werkkreis Literatur der Arbeitswelt, am 7. März 1970 gegründete Schriftstellervereinigung, die sich ausdrücklich nicht nur an professionelle Autoren wendet

###### BRD
- Gruppe 47, 1947–1968 (1972, 1977, 1990), bezieht sich auf die Teilnehmer an den deutschsprachigen Schriftstellertreffen, zu denen Hans Werner Richter von 1947 bis 1967 einlud. Der in demokratischer Abstimmung ermittelte Preis der Gruppe 47 erwies sich für viele Ausgezeichnete – u. a. für Günter Grass – als Beginn einer literarischen Karriere.
- Gruppe 61, 1961–Anfang der 1970er (Mitglied u. a. Max von der Grün)
- Neue Frankfurter Schule, ab 1970er (F.W. Bernstein, Bernd Eilert, Eckhard Henscheid, Robert Gernhardt, Chlodwig Poth, Hans Traxler F.K. Waechter)
- Deutsche Underground Literatur, siehe Beat Generation, etwa 1960er bis 1970er (u. a. P. G. Hübsch, Jürgen Ploog, Jörg Fauser)

###### DDR
- Neuer Friedrichshagener Dichterkreis, gegründet 1962
- Sächsische Dichterschule, 1960er Jahre

##### Österreich
- Wiener Salons, z. B. Salon der Berta Zuckerkandl und Salon von Eugenie Schwarzwald
- Wiener Gruppe, etwa 1954–1964, u. a. H. C. Artmann, Oswald Wiener.

##### Schweiz
- Gruppe Olten, von 1971 bis 2002 bestehende Vereinigung von Schweizer Autorinnen und Autoren

#### Italienisch
- Wu Ming, Schriftstellerkollektiv in Bologna, das 2000 aus dem Luther Blissett Project hervorging und sich in die ideologische Richtung der neuen sozialen Bewegungen eingliedert.

#### Polnisch
- Skamander, ab 1920, u. a. Jarosław Iwaszkiewicz

#### Russisch
- Dichterzunft, 1911 gegründete Dichtergruppe, die den Akmeismus vertrat. Ihr gehörten u. a. Nikolai Gumiljow, Anna Achmatowa und Ossip Mandelstam an.
- Zentrifuge (Russland) Anfang 20. Jahrhundert; u. a. Boris Pasternak
- Imaginismus war eine russische Dichtergruppierung zu Beginn der 1920er Jahre – vermutlich 1915 inspiriert nach Kontakten mit dem englischen Dichter des Imagismus, Ezra Pound –, die sich einerseits programmatisch von den Futuristen abgrenzte, indem sie anstelle des Wortes das Bild in den Mittelpunkt ihrer Dichtung stellte, andererseits baute sie in vielem auf diesen auf. Hauptvertreter waren Wadim Scherschenewitsch, Anatoli Marienhof und Alexander Kussikow sowie zum Teil Sergei Jessenin.
- Serapionsbrüder (Petrograd) ab 1921 (Russland)
- Klub Poesija, auch 'Poezia' (Poesie), eine „Underground“- Literaturgruppe in Moskau (1980er-1990er). Mitglieder u. a.: Juri Arabow, Valeri Brainin, Jewgenij Bunimovitch, Sergej Gandlevski, Nina Iskrenko, Timur Kibirov, Dmitri Prigow, Lew Rubinstein.

#### Tschechisch
- Gruppe 42, ab 1942 bis in die späten 1960er

#### Türkisch
- Garip, Dichtergruppe, aktiv etwa von den 1940ern bis in die 1950er
- Zweite Neue, Gegenbewegung zur Garip-Gruppe und des von ihr vertretenem sozialistischen Realismus ab 1956

### 21. Jahrhundert

#### Deutscher Sprachraum

##### Deutschland
- Autorenkreis Historischer Roman Quo Vadis, 2002–2014, Zusammenschluss von zuletzt über 100 professionellen Schriftstellerinnen und Schriftstellern, die sich verschiedensten Ansätzen im Bereich Historischer Roman widmeten. Zu den Mitgliedern zählten u. a. Gabriele Beyerlein, Horst Bosetzky, Rebecca Gablé, Derek Meister, Ulrike Schweikert, Wolf Serno.
- Edition Gegenwind, ein 2010 eingeführtes Label, das von professionellen Schriftstellerinnen und Schriftstellern insbesondere für Selbstpublikationen von Neuausgaben vergriffener Buchtitel genutzt wird und sie auch als Autorengemeinschaft aktiv sein lässt. Mitglieder sind (Stand: 2025) Gabriele Beyerlein, Dagmar Chidolue (bis 2017), Uschi Flacke, Thomas Fuchs, Ulrich Karger, Manfred Schlüter, Sylvia Schopf, Pete Smith, Ella Theiss und Christa Zeuch.

##### Schweiz
- Index – Wort und Wirkung, ein 2001 gegründetes, unabhängiges Kollektiv von ca. 30 Schweizer Autorinnen und Autoren, darunter Simon Froehling, Lea Gottheil und Ulrike Ulrich.